# Херцеговачка фрањевачка провинција
Херцеговачка фрањевачка провинција (хрв. Hercegovačka franjevačka provincija Uznesenja Blažene Djevice Marije) покрајина је Фрањевачког опсервантског реда (лат. Ordo Fratrum Minorum Observantium / OFM Obs.) која обухвата фрањевачке самостане и друге установе тог реда на подручју Херцеговине. Седиште провинције налази се у Мостару. Почевши од 2022. године, на челу покрајине налази се провинцијал Јозо Грабеш.

## Историја
Све до средине 19. века, делатност фрањеваца на подручју Херцеговине одвијала се под окриљем фрањевачке провинције Босне Сребрене. Покрет за одвајање инициран је 1843. године, а коначна подела озваничена је 1852. године, стварањем посебне Херцеговачке фрањевачке кустодије, која је 1892. године уздигнута на степен Херцеговачке фрањевачке провинције.